# Бисковичи
Би́сковичи (укр. Бісковичі) — село в Самборском районе Львовской области Украины. Административный центр Бисковичской сельской общины.

## История
Датой основания села считается 1442 год. В настоящее время численность населения Бисковичей составляет 2413 человек.